# Olimpíada Iberoamericana de Física
A Olimpíada Iberoamericana de Física (OIbF) é uma competição anual de física. Ela é destinada a alunos do ensino médio dos países iberoamericanos, isto é, países que integrem a organização dos Estados Ibero-americanos para Educação, Ciência e Cultura (OEI). Ela é uma das Olimpíadas Internacionais de Ciências.

## Delegações
Os países podem mandar até quatro competidores e dois professores (delegados).
Os competidores devem preencher os seguintes requisitos:
- Não terem completado mais de 18 anos no ano anterior à realização da OIbF;
- Não terem participado da Olimpíada Internacional de Física;
- Não terem participado da OIbF mais de uma vez;
- Não serem estudantes universitários.

## Provas
Durante a Olimpíada Iberoamericana de Física os estudantes realizam duas provas, uma teórica e outra experimental. Os competidores devem realizá-las individualmente.

## Sedes
| Ano  | País       | Cidade                |
| ---- | ---------- | --------------------- |
| 1991 | Colômbia   | Bogotá                |
| 1997 | México     | Oaxtepec              |
| 1998 | Venezuela  | Mérida                |
| 1999 | Costa Rica | Cartago               |
| 2000 | Espanha    | Jaca                  |
| 2001 | Bolívia    | La Paz \ Sorata       |
| 2002 | Guatemala  | Antigua               |
| 2003 | Cuba       | Havana                |
| 2004 | Brasil     | Salvador              |
| 2005 | Uruguai    | Colônia do Sacramento |
| 2006 | Portugal   | Coimbra               |
| 2007 | Argentina  | Córdoba               |
| 2008 | México     | Morelia               |
| 2009 | Chile      | Santiago              |
| 2010 | Panamá     | Panamá                |
| 2011 | Equador    | Guayaquil             |
| 2012 | Espanha    | Granada               |

## Participação do Brasil
A seleção da equipe brasileira é feita através da Olimpíada Brasileira de Física.

## Participação de Portugal
A equipe portuguesa é selecionada pelas Olimpíadas Portuguesas de Física.

### Tabela de medalhas de Portugal
| Ano  | País-Sede | Ouro | Prata | Bronze | M.H. |
| ---- | --------- | ---- | ----- | ------ | ---- |
| 2000 | Espanha   | -    | -     | -      | 3    |
| 2001 | Bolivia   | -    | 2     | 1      | 1    |
| 2002 | Guatemala | 1    | -     | 1      | 1    |
| 2003 | Cuba      | -    | -     | -      | 2    |
| 2004 | Brasil    | -    | -     | 1      | 3    |
| 2005 | Uruguai   | 1    | -     | -      | 2    |
| 2006 | Portugal  | 1    | 1     | 2      |      |
| 2007 | Argentina | -    | 2     | 2      | -    |
| 2008 | México    | -    | 1     | -      | 3    |
| 2009 | Chile     | -    | 1     | 2      | 1    |
| 2010 | Panama    | 1    | -     | 3      | -    |
| 2011 | Equador   | 1    | 2     | 1      | -    |

### 2011
Em 2011 a equipa portuguesa obteve a melhor classificação de sempre: uma medalha de ouro, duas medalhas de prata e uma medalha de bronze. As medalhas foram para os seguintes estudantes;
- medalha de ouro - André Calado Coroado da Escola Secundária c/o3CEB do Restelo
- medalha de prata - Rui Miguel de Oliveira Cordeiro da Escola Secundária c/o3CEB Dr. Joaquim de Carvalho
- medalha de prata - Shane Miguel Lennon Beato da Escola T.L. Salesiana de Sto António
- medalha de Bronze - Emanuel Ângelo Lopes de Carvalho da Escola Secundária Carlos Amarante[2]